# Alfonz Liguori
Alfonz Marija de Liguori (Marianella, Italija, 27. rujna 1696. – Pagani, 1. kolovoza 1787.), talijanski katolički svećenik, svetac, biskup, crkveni naučitelj, teolog, pisac i osnivač crkvenog reda redemptorista. Tijelo mu je ostalo do danas neraspadnuto.

## Životopis

### Mladost i obrazovanje
Rodio se 1696. u pokrajini Kampaniji, u tadašnjem Napuljskom kraljevstvu u plemićkoj obitelji. Bio je prvo od sedmero djece. Sa 16 godina išao je u školu za pravnike i postao priznati odvjetnik. S vremenom, postao je nezadovoljan poslom i odlučio je s 27 godina, da će postati svećenik. Njegov otac tome se protivio i nailazio je na prepreke, no postao je svećenik s 30 godina. 

### Pastoralno djelovanje
Prve godine svećeništva radio je s mladim, napuštenim ljudima u Napulju. Pokrenuo je projekt "večernjih kapelica". Do njegove smrti, bilo je 72 takve kapelice, oko kojih se okupljalo oko 10.000 aktivnih članova, koji su brinuli oko kapelica, molili se, družili, raspravljali o vjeri i obrazovali se. Nakon par godina ustanovio je, da izvan Napulja postoje još siromašniji i potrebniji ljudi. Godine 1732., osnovao je novi katolički crkveni red redemptoristi, nakon što mu je časna sestra Marie Celeste Crostarosa rekla da je imala viziju, da ga je Bog odabrao za pokretanje tog reda. Redovnici tog reda, brinuli su se za siromašne ljude u predgrađima i sirotinjskim četvrtima. Osnovana je i ženska grana reda, koju je vodila časna sestra Marie Celeste Crostarosa. U to vrijeme postajala je i heretička sekta jansenista pa su vodili žustre rasprave s njima. 

### Biskupska služba
Godine 1762., Alfonz je proglašen biskupom. Nastojao je izbjeći tu dužnost, zbog brojnih obaveza, ali ipak je prihvatio, no 1775. je tražio umirovljenje na dužnost biskupa kako bi se posvetio radu sa siromašnima. Papa mu je na molbu odgovorio: "Meni je draže da vi i dalje upravljate biskupijom, pa bilo to i iz kreveta." Kasnije je ipak odriješen dužnosti. Dok je bio biskup mnogo je pisao kako bi pomogao ljudima u vjerskim pitanjima. Posebno je poticao pobožnost prema Presvetom Oltarskom Sakramentu i Djevici Mariji. Napisao je 111 djela iz područja teologije i duhovnosti. Postala su jako popularna, prevedena su na 72 jezika u oko 21.500 izdanja, zbog čega je jedan od najprevođenijih i najčitanijih katoličkih pisaca. Umro je 1787. godine.
Alfonz Ligouri napisao je važno djelo Moralna teologija, u kojem je nastoji prikazati u pravom svjetlu i manje kruto i rigorozno od njegovih suvremenika. 

## Štovanje
Papa Grgur XVI. proglasio ga je svecem 1839. godine, a papa Pio IX. ga je proglasio crkvenim naučiteljem 1871. godine. Papa Pio XII. spominje ga u enciklici "Haurietis Aquas" i naziva ga zaštitnikom ispovijedalaca vjere i moralista. Spomendan mu je 1. kolovoza.

## Vanjske poveznice
Mrežna mjesta
- Kateheza pape Benedikta XVI. o sv. Alfonzu Liguoriju, 30. ožujka 2011.
- Molitve sv. Alfonsa Liguorija nakon mise za svaki dan u tjednu